# جدولة (حاسوب)
في نظم تشغيل الحاسوب، جدولة المهام (Scheduling بالإنجليزية) هي عملية يقوم بها نظام تشغيل لجعل المصادر(و. م.م - قرص صلب - شبكة ...) المتوفرة تستخدم بشكل أمثل حيث أن جدولة المهام تحدد المصادر المتوفرة وتحاول استعمالها في معالجة المهمة القادمة لكل مصدر على حدة.
في الحاسوب وفي وقت وجيز جدا تحتاج مجموعة من المهام لاستعمال معالج البيانات على سبيل المثال، لكن المعالج لا يستطيع معالجة هده المهام كلها في نفس الوقت هنا يأتي دور جدولة المهام فهي التي تقرر من سيدخل الأول ومن سيلي الأول وكم من الوقت سوف يستعمل المعالج، هدا الأمر ينطبق على باقي المصادر المستخدمة في معالجة البيانات.
لمعالجة المهام دور مهم في استعمال مصادر الحاسوب بشكل جيد حيث أنها تقوم بمحاولة الاستغلال الكلي لإمكانيات الحاسوب بطريقة يظهر للمستخدم وكأن الجهاز له إمكانيات غير محدودة.
حسب الاستعمال لجدولة المهام العديد من الخوارزميات كل واحد منها يصلح لوضع معين وبإمكانيات معينة وهناك خوارزميات غير قابلة البرمجة لأسباب عدة منها أنها تعتمد على ملاحظة المستقبل أو معرفة المدة التي ستستعمل فيها مهمة ما المعالج على سبيل المثال

## خورزميات جدولة المهام
- جدولة راوند روبن